# Cofimvaba
Cofimvaba és un poble del Districte Municipal Chris Hani, situat a la província de Cap Oriental, Sud-àfrica.
La vil·la es troba a 79 km de Queenstown per la carretera de Butterworth a Thembuland. Probablement reb el nom del torrent que passa pel costat el qual, després de l'època de pluges, baixa de manera turbolenta, recordant a la llet.
La vil·la de Cofimva, probablement, es va establir el 1877, quan el seient magisterial de Thembuland, que originalment es trobava a St Marks, va ser transferit a una localització més accessible. Chris Hani va néixer a Cofimvaba. Només hi ha un hospital a Cofimvaba, anomenat Cofimvaba Hospital. Hi ha dues escoles de secundària, no obstant.